# Карађорђе и позориште
„Карађорђе и позориште” је југословенска телевизијска серија снимљена 2004. године у продукцији Телевизије Београд.

## Улоге
| Глумац             | Улога           |
| ------------------ | --------------- |
| Мирко Бабић        | Карађорђе 2     |
| Гојко Балетић      | Карађорђе       |
| Бојана Бамбић      | Ружица          |
| Петар Банићевић    | Наратор         |
| Иван Бекјарев      | Наратор         |
| Душица Бјелић      | Музичар         |
| Борис Бранковић    | Устаник         |
| Милан Чучиловић    | Кула            |
| Ђорђе Ђоковић      | Устаник         |
| Елизабета Ђоревска | Мајка Карађорђа |
| Милош Ђурицић      | Устаник         |
| Ђорђе Ерчевић      | Пустињак        |
| Катарина Ерић      | Францускиња     |
| Срђан Ивановић     | Ненадовић       |
| Милена Јакшић      | Мара            |
| Немања Јокић       | Устаник         |
| Хенрик Калмар      | Добрица         |
| Никола Крнета      | Свештеник       |
| Тома Курузовић     | Фочић           |

 Остале улоге  ▼
| Глумац               | Улога                    |
| -------------------- | ------------------------ |
| Маринко Маџгаљ       |                          |
| Иван Махаиловић      | Устаник                  |
| Никола Марковић      | Муњо                     |
| Владислав Михаиловић | Станоје Главаш, Леонтије |
| Дејана Миладиновић   | Боса                     |
| Горан Милев          | Добрњац                  |
| Србољуб Милин        | Мусахир                  |
| Слободан Миливојевић |                          |
| Андрија Милошевић    | Карађорђе                |
| Зоран Пајић          | Кмет                     |
| Ивана Павићевић      | Анђелија                 |
| Борис Пинговић       | Карађорђе И              |
| Миломир Ракић        | Устаник                  |
| Никола Ракочевић     | Устаник                  |
| Гојко Шантић         |                          |
| Јадранка Селец       | Љубица                   |
| Тихомир Станић       | Наратор                  |
| Марко Стојановић     | Француз                  |
| Милош Танасковић     | Иван                     |
| Саша Торлаковић      | Вујића                   |
| Владан Васиљевић     | Устаник                  |

Комплетна ТВ екипа  ▼
| Редитељ                   | Ратиборка Ћерамилац  |                       |
| Редитељ                   | Бранко Ћурчић        |                       |
| Сценариста                | Алојз Ујеш           |                       |
| Продуцент                 | Марија Берета        | извршни продуцент     |
| Продуцент                 | Светлана Васић       | извршни продуцент     |
| Продуцент                 | Страхиња Вуковић     | извршни продуцент     |
| Композитор                | Гордана Ђурђевић     |                       |
| Директор фотографије      | Слободан Грче        |                       |
| Директор фотографије      | Живота Неимаревић    |                       |
| Mонтажер                  | Милица Живојиновић   | (2004)                |
| Mонтажер                  | Милица Живојиновић   |                       |
| Сценограф                 | Марија Познановић    |                       |
| Уметнички директор        | Драгослав Ивковић    |                       |
| Костимограф               | Сузана Глигоријевић  |                       |
| Одсек за шминку           | Анђелка Јовановић    | шминкерка             |
| Одсек за шминку           | Марина Стојановић    | шминкерка             |
| Помоћник режије           | Радослав Херцег      | помоћник редитеља     |
| Одсек за звук             | Љуба Јовановић       | тонски сарадник       |
| Одсек за звук             | Бојан Ковачевић      | тонски сарадник       |
| Специјални ефекти         | Зоран Гојковић       | специјални ефекти     |
| Специјални ефекти         | Дејан Трбовић        | специјални ефекти     |
| Одсек за камеру и расвету | Саша Крстић          | пратилац камере       |
| Одсек за камеру и расвету | Игор Стојковић       | пратилац камере       |
| Одсек за костим           | Биљана Михаиловић    | асистент костимографа |
| Одсек за костим           | Ружица Миљковић      | гардеробер            |
| Остала екипа              | Велимир Аговски      | цхореограпхер         |
| Остала екипа              | Ивана Чекић          | секретар режије       |
| Остала екипа              | Александра Митревски | секретар режије       |